# Гай Аний Луск
Гай Аний Луск (на латински: Gaius Annius Luscus) е сенатор и политик на Римската република през 1 век пр.н.е. Произлиза от фамилията Ании, клон Луск.
Той е командир на гарнизон в Лептис Магна при Квинт Цецилий Метел Нумидийски по време на войната с Югурта (царя на Нумидия) през 108 пр.н.е.
През 82 пр.н.е. той е проконсул (управител) в Сирия. Изпратен е от Луций Корнелий Сула при Квинт Серторий в Испания и го прогонва през 81 пр.н.е.